# 北竜湖

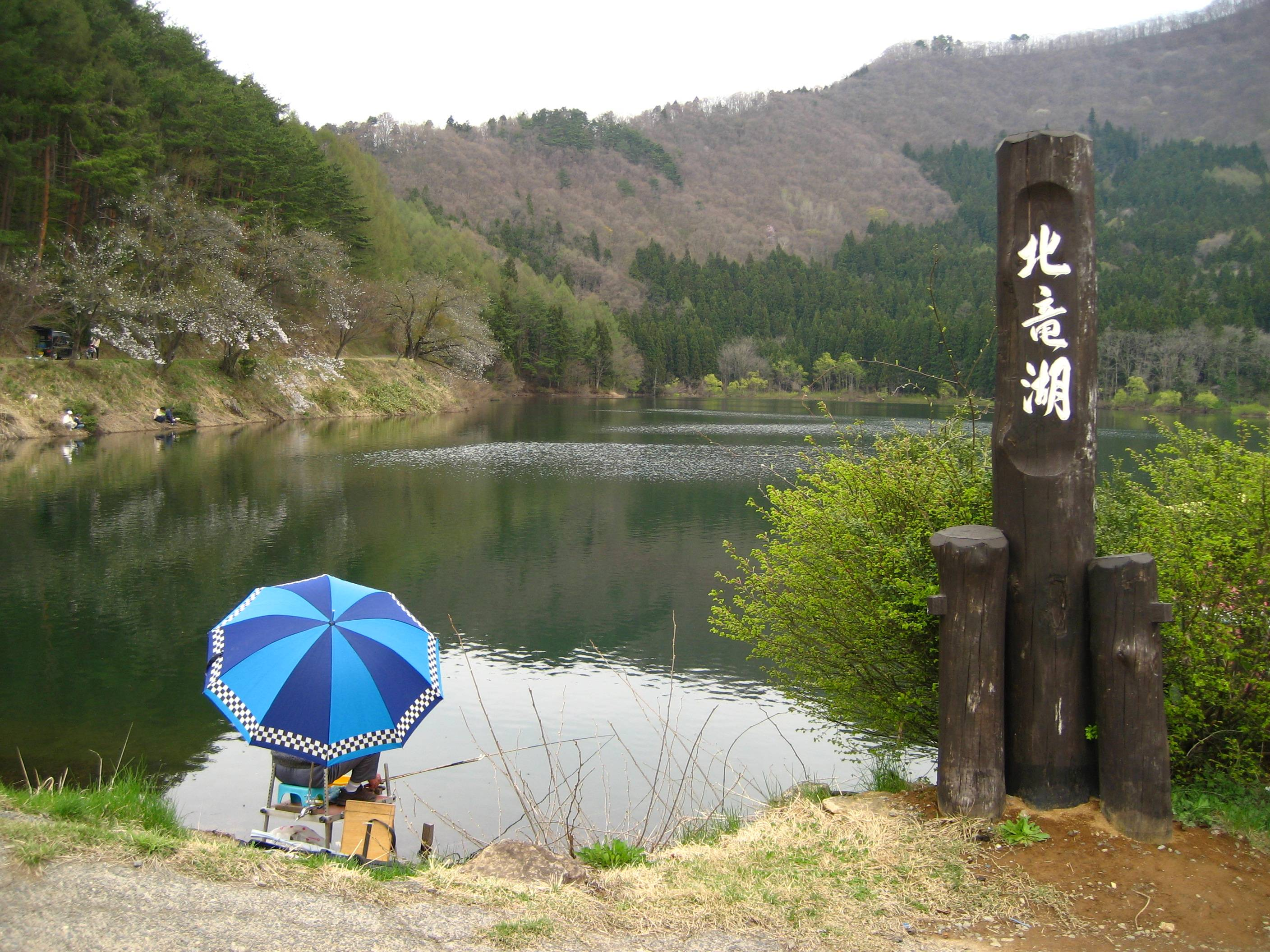
北竜湖

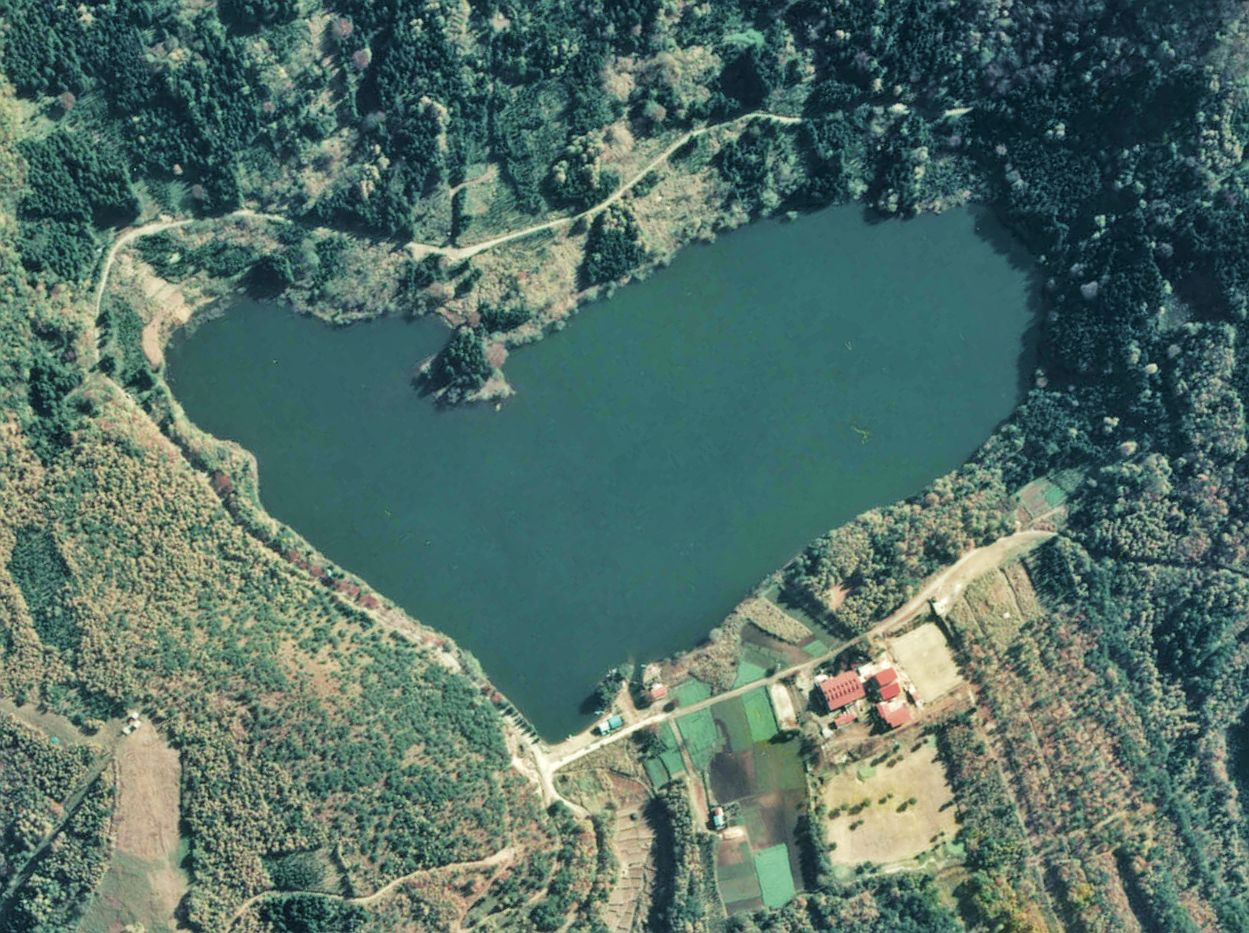
ハートの形をしている北竜湖

北竜湖（ほくりゅうこ）は、長野県飯山市にある湖。周囲を走る断層と、火山の爆発によってできたくぼみに水が溜まっでき来た天然湖である。古くは北竜池、早乙女池と呼ばれた。豪雪地帯にあり周囲2.4ヘクタールほどの面積から雪解け水や雨水を集め、春は満々と水をたたえている。春に咲く湖畔の菜の花畑は有名。

## 歴史
古くは早乙女たちが手を洗う場所であるとして早乙女池と呼ばれた。江戸時代に築かれた堤防によって規模が拡大されたが、しばしば決壊し下流の家屋や田畑が流失している。1783年（天明3年）に浅間山が噴火した際の天明の大地震による決壊が堤防強化の契機となった。1847年（弘化4年）には善光寺地震により湖の西部から水があふれ、湖の主といわれた大蛇が住民100人分の命を飲み込み、竜に姿を変え千曲川に流れ下ったという。
明治の始め、堤防が築かれ湖の規模が現在の姿に拡大、北竜池という名称が付けられた。現在はその姿が失われてしまったが、かつては南に南竜湖という湖があり、オス・メスの竜が南北それぞれの池に住むといわれている。1961年（昭和36年）、北竜湖観光協会設立に伴い北竜湖へと改名され、湖を中心とした観光開発が進められ始めた。湖の水は農業用水として利用されており、24.3ヘクタールの地域にかんがいする。そのため夏は水位が低下し、水温上昇またボートの邪魔になると大量の水草が処分され種の絶滅また水質悪化が見られることがある。

## 周辺
JR飯山線・飯山駅から長電バス野沢線・野沢温泉行きバスに乗車し、バス停「北竜湖入口」にて下車、徒歩15分。4月下旬に湖水開きがとり行われ、桜が見ごろを迎える。とりわけ5月上旬に一斉に開花する菜の花畑は有名で、多くの観光客や写真家が集まる。釣り客も多く、貸しボートもある。

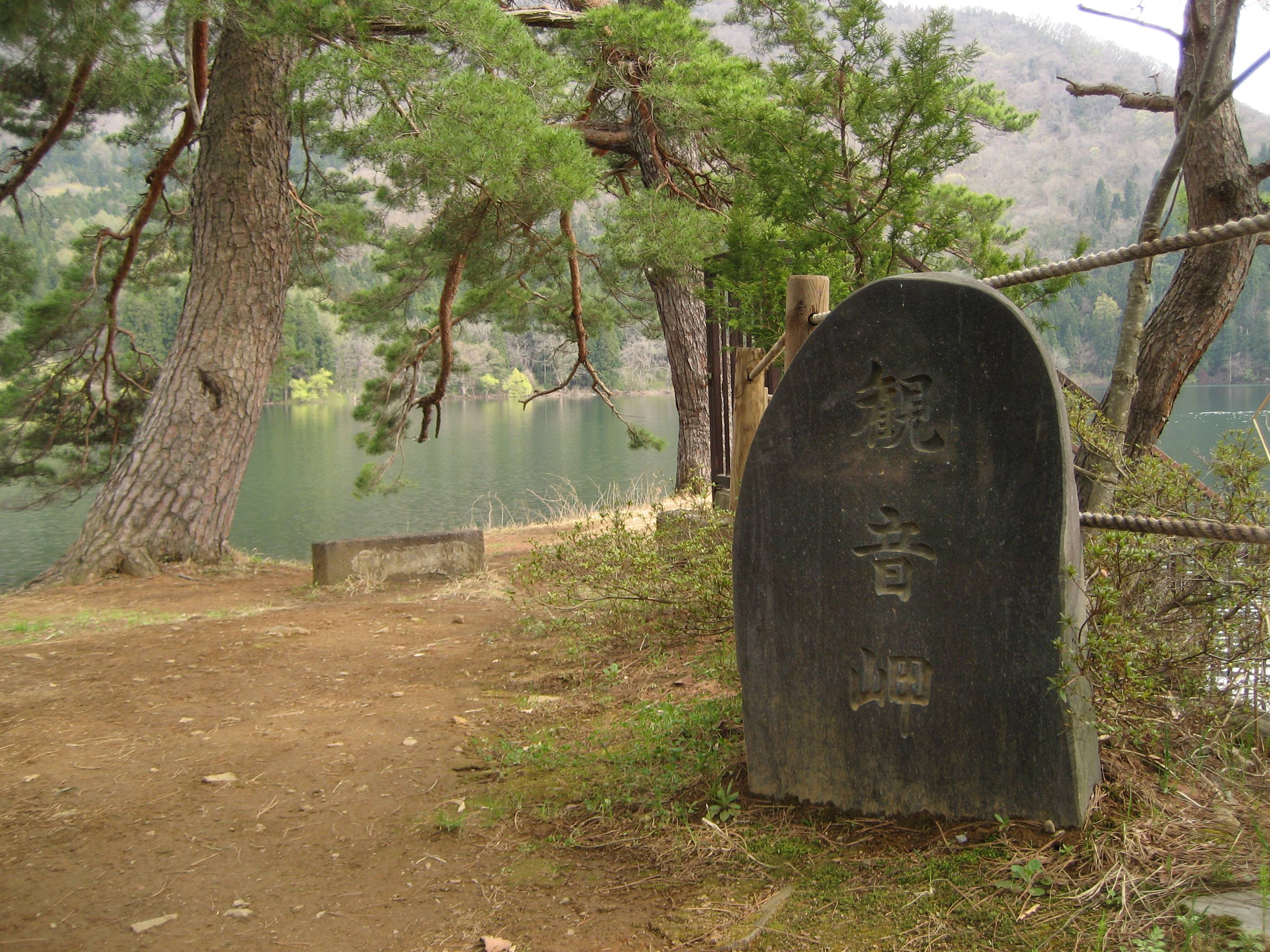
観音岬
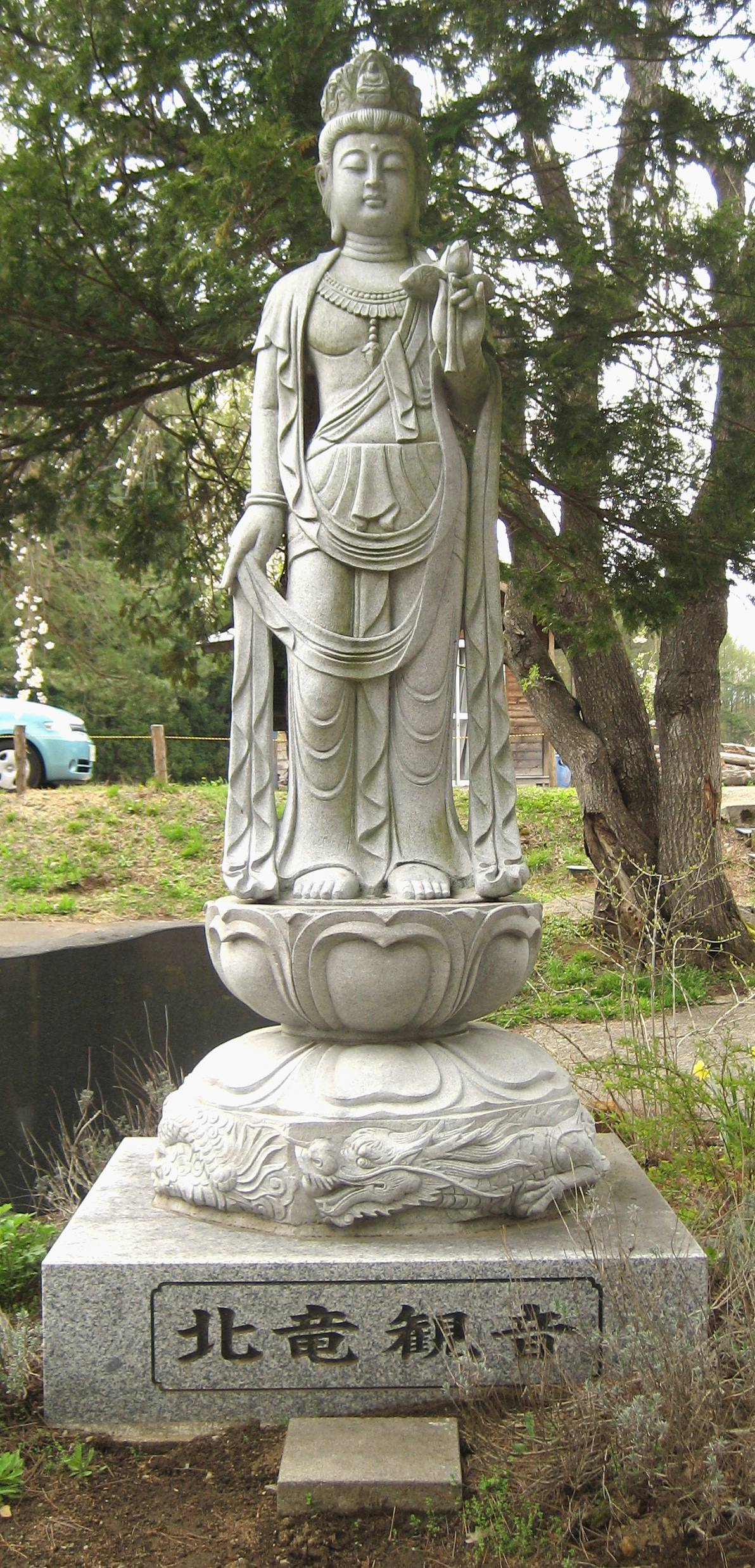
北竜観音
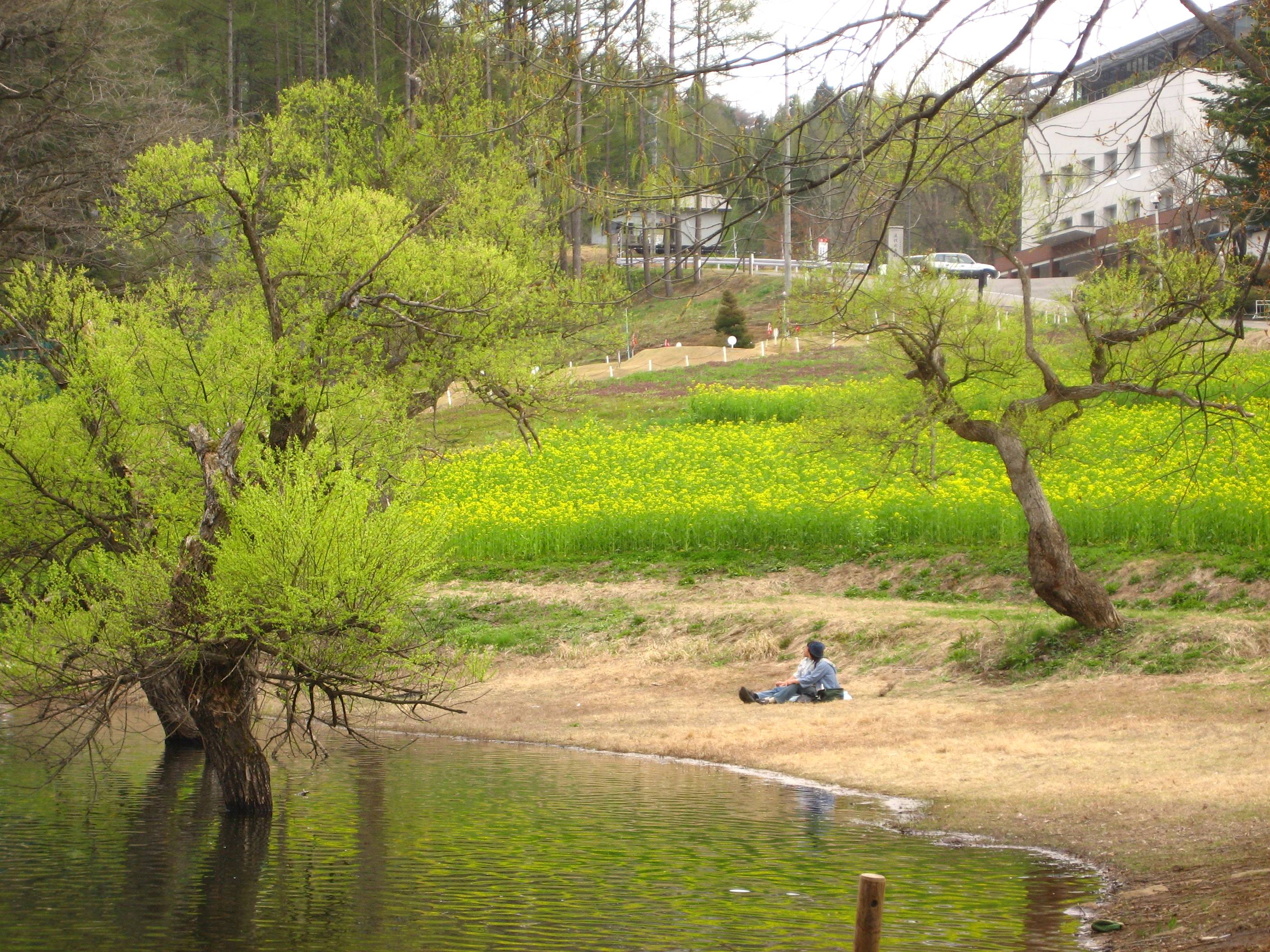
湖畔にある菜の花畑
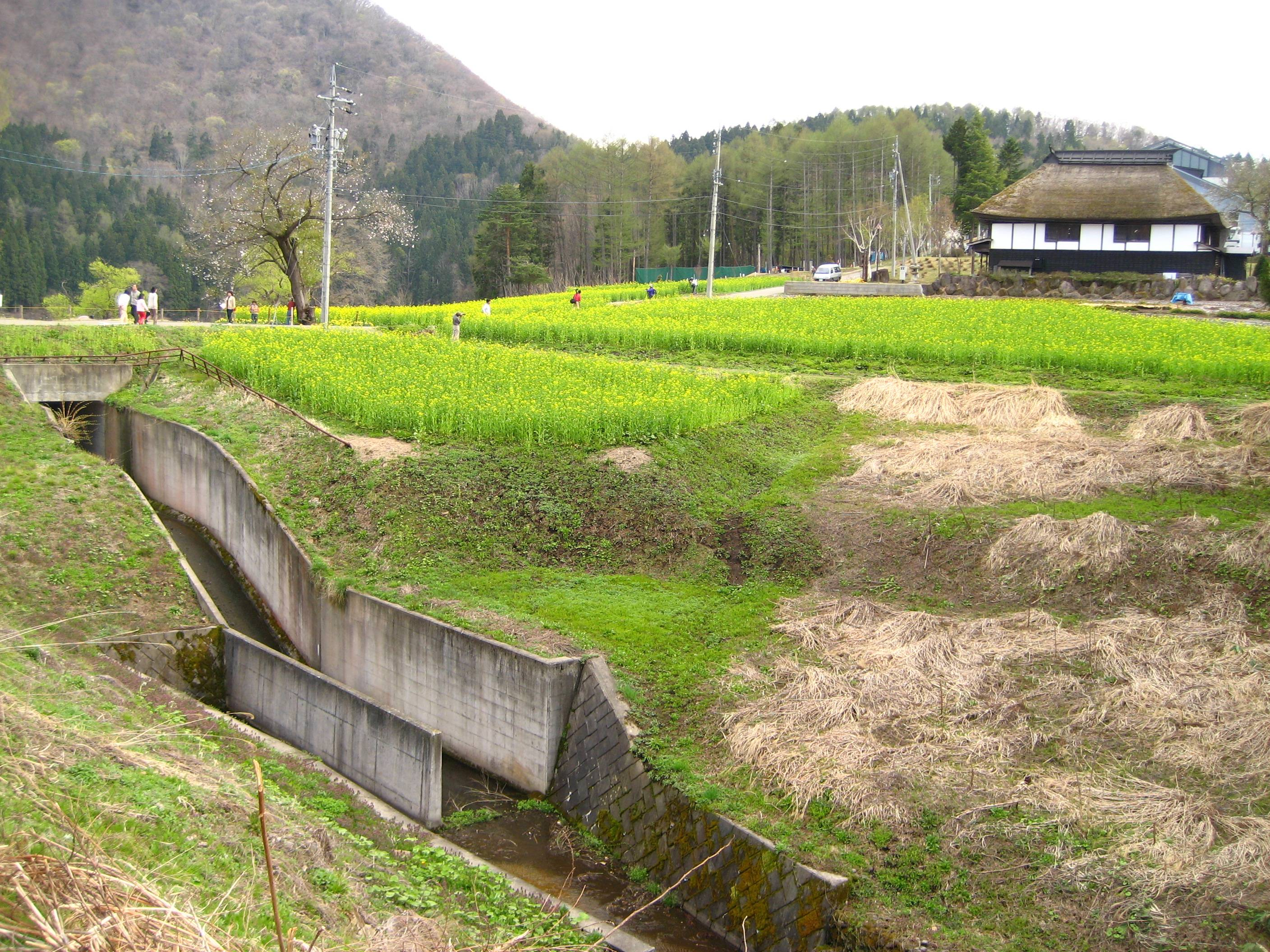
余水吐き